# 人类增强

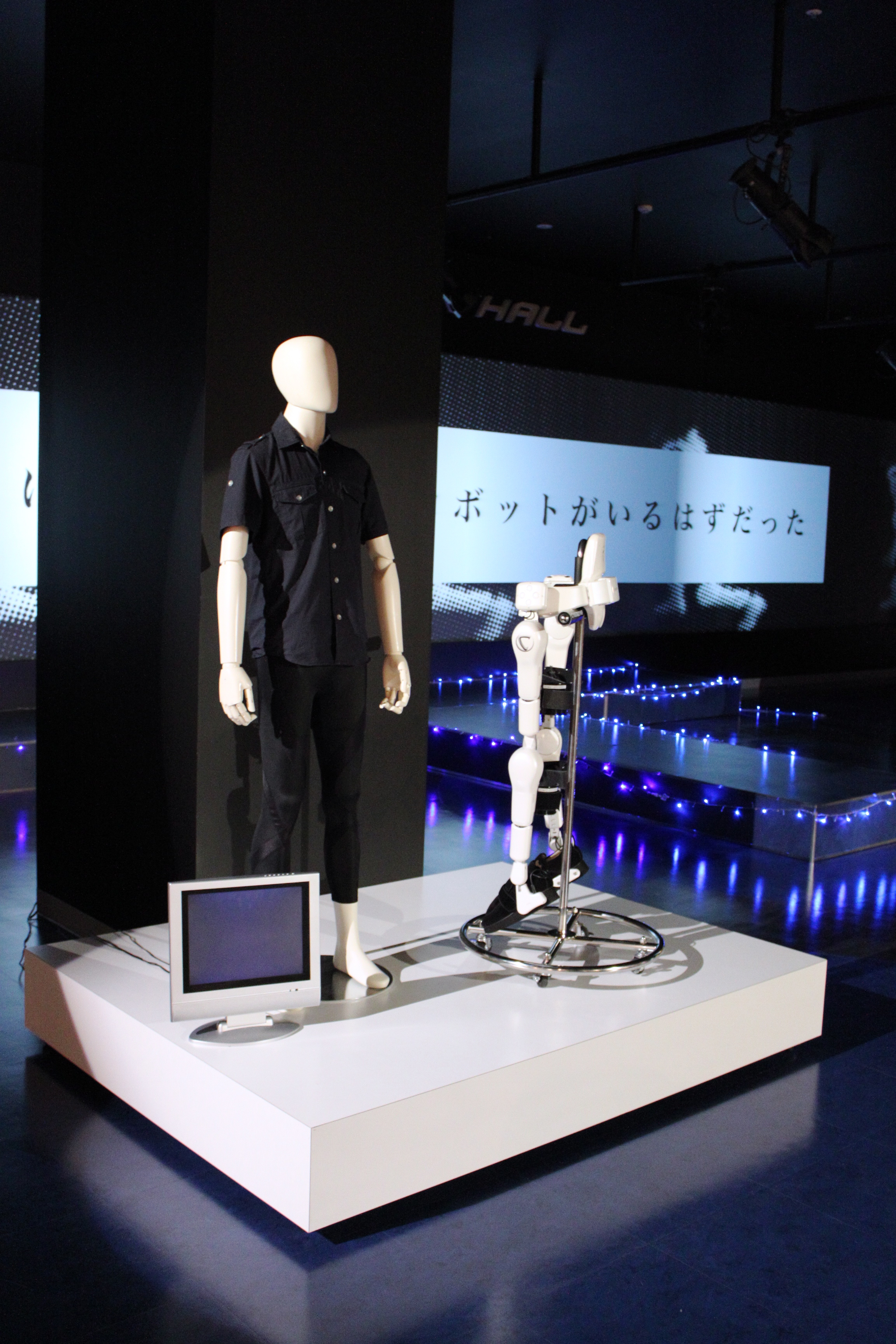
日本筑波大学正在开发的一套电动动力服。

人體增强（英語：Human enhancement）是指那些希望通过自然或人工的手段暂时或永久的克服现在人体局限的尝试。这个术语有时适用于使用技术手段选择或改变人类的素质和能力，而不管这些改变是否超越现在人类的极限。现在的考验是，这种技术是否用于非治疗的目的。一些伦理学家将该术语限定为为了非治疗目的在人类生物学上使用特定技术——包括神经学、计算机、基因治疗以及纳米技术。

## 技术
人类增强技术不仅是为了治疗疾病和残疾，而且也为了增强人类素质。某些学术圈子中，人类增强技术意味着新兴技术和会聚技术。另一些时候它与人类遗传工程大致同义，更通常的，它是指综合运用纳米技术、生物技术、信息技术和认知科学来改善人类的功效。

### 现存的技术
- 生殖技术
  - 用着床前胚胎遗传学诊断技术进行胚胎选择；
- 生理技术：
  - 添加剂
  - 兴奋剂
  - 整形手术
  - 动力服
- 心理技术：
  - 益智药

### 发展中的技术
- 人类遗传工程
- 神经植入

### 预言中的技术
- 意识上传
- 外大脑皮层

## 伦理

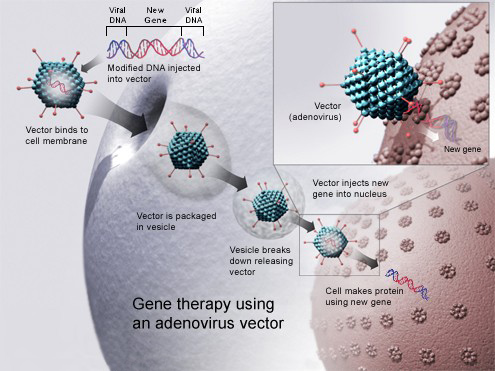
基因疗法示意图

自1990年代开始，一些学者（比如来自伦理学和新兴技术研究所的会员）成为了人类增强的有力支持者，而另外一些学者（如总统生物伦理委员会成员）成为它的坦率批评者。
拥护者们越来越多的被认为是超人类主义者，这种有争议的理念认同公民对保持或修饰他们自己的意识以及身体所具有的自由，为了保证他们的选择自由，并在对他们自己及后代使用增强技术时知情同意。
神经营销学顾问扎克·林奇认为神经科技对社会的影响比基因疗法更迅速，作为激进人类增强的一条途径将遭遇更小阻力。他还认为“使能”的概念应该被增加到“治疗”对“增强”的辩论之中。
虽然很多人类增强的提议需要依靠边缘科学，它的理念和前景已然引起了公众的争论。
许多批评家认为“人类增强”是一种贴标签式的话语，带有优生学的含义，因为它可能包含人类遗传特性的增进，以达到一种生物适应度的规范（以损失生物多样性和神经多样性为代价），这会引起超出人们期望的负效应。此外，他们断言那些无疑是良性的增强，像“更少疾病”，超出规范之外，就算是这些改良也需要伦理上的权衡，像注意力不足过动症争议所显示的那样。
不过，对人类增强最普遍的批评是它通常是轻率、自私、短视的，忽视在个人以及社会上产生的长期后果，比如恐惧有些增强会为那样能够使用这些技术的人创造不公正的生理或心理优势，或者由于得到技术的机会不同而拉大富人同穷人的差距。
相应的，一些支持者希望使用更中立的词汇，用“使能”代替“增强”，以吸引公众的兴趣；以保卫和支持对使能技术的独立安全试验、以及这些技术的廉价和普及性。